# Michael Bertleff
Michael Bertleff, magyaros írásmóddal Bertlef Mihály (Nagyselyk, 1713. november 13. – Báránykút, 1788. szeptember 10.) evangélikus lelkész.

## Élete
Atyja lelkész volt; Brassóban tanult, 1736-ban a hallei és wittenbergi egyetemre ment; hazájába visszatérvén Brassóban segédtanító lett; csakhamar azután a nagyselyki kollégiumban alkalmazták iskolai és egyházi ügyekben; 1743-ban morgondai, 1760-ban báránykúti lelkész lett.

## Munkái
Kézirati munkáit Trausch sorolja elő.